# Brixia macabeensis
Brixia macabeensis är en insektsart som beskrevs av Synave 1960. Brixia macabeensis ingår i släktet Brixia och familjen kilstritar. Inga underarter finns listade i Catalogue of Life.